# تفسیر نعمانی
کتاب تفسیر قرآن نعمانی، از تفاسیر قرن چهارم هجری قمری است. این تفسیر به زبان عربی در یک جلد و به شیوه «روائی و کلامی» می‌باشد. این تفسیر که به تفسیر نعمانی مشهور شده، تفسیر به معنای رایج کلمه نیست که به تفسر تمام آیات قرآن بپردازد، بلکه نوعی تقسیم‌بندی موضوعی قرآن است.

## معرفی نویسنده
ابوعبدالله محمدبن ابراهیم کاتب نعمانی معروف به «ابن» یا «ابی زینب»، مفسر و محدث شیعه در قرن چهارم هجری قمری و از شاگردان محمدبن یعقوب کلینی است. به عالم ربانی موصوف و به نعمانی مشهور بود. جد مادری وزیر مغربی «سالف الاشاره» است؛ یعنی فاطمه مادر وزیر، دختر او بوده است. نعمانی منسوب به نعمان، شهری بین واسط و بغداد یا به قولی نعمان منسوب به مصر بود که بعداً به شام رفت و در همان‌جا ماند و از دنیا رفت.

## ساختار تفسیر نعمانی
این تفسیر، تفسیر کامل قرآن به معنای رایج نیست، بلکه تقسیم‌بندی موضوعی آیات است. این تفسیر، حدیثی از جعفر صادق را دربارهٔ قرآن و انواع و اقسام آیات آن ذکر می‌کند که گفته: شیعیان از علی بن ابی طالب، دربارهٔ قرآن سؤال کردند و وی به اجمال، قرآن و انواع و اقسام آیات آن را وصف می‌کنند. از جمله این سؤال‌ها، بحث ناسخ و منسوخ است که علی، شانزده مورد نسخ آیات را توضیح داده‌اند. اولین آیه نازل شده، محکم و متشابه، وحی و اقسام آن، معانی مختلف خلقت، موضوع قضا و قدر، کفر و شرک و نور در قرآن، تحریف و مراد از آن و سؤالاتی دیگر که از علی شده و وی بعد از هر سؤال، آیات هر موضوع را بیان کرده‌اند. نیز آیات رد بر ملحدان و زنادقه و دهریه و پیروان مذاهب و مکتب‌ها، آیات مبین غزوات پیغمبر اسلام، و مباحثی مربوط به امامت، در پاسخ علی به سؤال کنندگان است. در این تفسیر، حدود شصت موضوع قرآنی به صورت گفتگو میان علی و راوی، مطرح و بیشتر از ۵۰۰ آیه توضیح داده شده است.

## اهمیت تفسیر نعمانی
- به جهت اهمیت این تفسیر، علامه مجلسی، تمامی این تفسیر را در بحارالانوار، در کتاب القرآن تحت عنوان «ماوردعن امیرالمؤمنین صلوات اله علیه فی اصناف آیات القرآن و انواعها به روایة النعمانی…) نقل کرده است.
- شیخ حر عاملی، شرح حال این مفسر را در «امل الامل» نوشته و می‌گوید که از مولفات او تفسیر قرآن کریم است که من قطعه از آن را دیده‌ام. سپس شیخ آقا بزرگ تهرانی، بر گفتار حر عاملی می‌نویسد: که مقصود حر عاملی، احتمالاً مقدمه مفسر بر تفسیر خود باشد که شامل روایات مبسوط است. باید گفت که: به علت نقل این روایت جعفر صادق، از علی بن ابی طالب، در موضوع تفسیر آیات قرآن این کتاب، به مرور به تفسیر نعمانی مشهور شده است.[۱]

راوی این روایت، جعفربن محمدبن قولویه، از سعدبن عبدالله اشعری، یکی از صحابه امام حسن عسگری و شیخ طوسی است. اگر چه احتمال ضعیفی داده شده که تفسیر نعمانی، همان کتاب ناسخ القرآن و منسوخه و محکمه و متشابهه، تألیف سعد بن عبدالله اشعری باشد یا روایتی که او در این کتاب آورده است. خلاصه تفسیر نعمانی به اضافه خطبه مختصری تحت عنوان تفسیر «المحکم و المتشابه» که البته در کتب رجالی از آن نامی آورده نشده، از زمان محمدباقر مجلسی و شیخ حر عاملی و… به سید مرتضی علم الهدی، نسبت داده شده است که در تهران در سال ۱۳۱۲ ق، چاپ سنگی شده است.

## چاپ تفسیر
حسن فرید گلپایگانی، تفسیر نعمانی را شرح کرده و بنام «بینات الفرید» به چاپ رساند.